# Teal Harle
Teal Harle (Campbell River, 5 oktober 1996) is een Canadese freestyleskiër die is gespecialiseerd in de slopestyle en de big air. Hij vertegenwoordigde zijn vaderland op de Olympische Winterspelen 2018 in Pyeongchang.

## Carrière
Harle maakte zijn wereldbekerdebuut in maart 2015 in Silvaplana. In februari 2016 scoorde de Canadees in Pyeongchang zijn eerste wereldbekerpunten. In november 2016 behaalde hij in Milaan zijn eerste toptienklassering in een wereldbekerwedstrijd. Op 3 maart 2017 boekte Harle in Silvaplana zijn eerste wereldbekerzege. In de Spaanse Sierra Nevada nam de Canadees deel aan de wereldkampioenschappen freestyleskiën 2017. Op dit toernooi eindigde hij als dertiende op het onderdeel slopestyle. Tijdens de Olympische Winterspelen van 2018 in Pyeongchang eindigde hij als vijfde op het onderdeel slopestyle.
In Park City nam Harle deel aan de wereldkampioenschappen freestyleskiën 2019. Op dit toernooi eindigde hij als twintigste op het onderdeel big air en als 42e op het onderdeel slopestyle.

## Resultaten

### Olympische Winterspelen
| Jaar | Plaats      | Resultaten    |
| ---- | ----------- | ------------- |
| 2018 | Pyeongchang | 5e Slopestyle |

### Wereldkampioenschappen
| Jaar | Plaats        | Resultaten                 |
| ---- | ------------- | -------------------------- |
| 2017 | Sierra Nevada | 13e Slopestyle             |
| 2019 | Park City     | 20e Big air 42e Slopestyle |

### Wereldbeker
Eindklasseringen
| Seizoen   | Algm | BA  | SS  |
| --------- | ---- | --- | --- |
| 2015/2016 | 161e | –   | 31e |
| 2016/2017 | 39e  | 17e | 5e  |
| 2017/2018 | 71e  | 10e | 14e |
| 2018/2019 | 71e  | 11e | 14e |
| 2019/2020 | 24e  | 4e  | 43e |

Wereldbekerzeges
| Datum           | Plaats     | Onderdeel  |
| --------------- | ---------- | ---------- |
| 3 maart 2017    | Silvaplana | Slopestyle |
| 21 januari 2018 | Mammoth    | Slopestyle |